# ぬまんづ
ぬまんづは、日本のお笑いコンビ。吉本興業所属。静岡県住みます芸人。

## メンバー
うえたけ（1992年10月16日（32歳） - ）
ボケ担当。
千葉県浦安市出身。本名は、植竹 弘（うえたけ ひろむ）。身長165 cm、体重55 kg。足の大きさ27 cm。血液型はO型。
趣味はプロレス観戦、映画、愛猫と遊ぶ（ブラッシングしてる時が至福のひと時）。特技は釣りとアーチェリー。
好きな食べ物はガパオライス。
あいさつギャグに「沼津サイコー!」がある。先輩の野田クリスタル（マヂカルラブリー）はM-1グランプリでTV出演する度に、それを元にした「M-1サイコー」というフレーズを発していた。

原 いい日（はら いいひ、1988年7月18日（37歳） - ）
ツッコミ・ネタ作り担当。
静岡県沼津市大手町出身、文化服装学院卒業。本名は、原 祥太（はら しょうた）。身長163 cm、体重62 kg。足の大きさ23.5 cm。血液型はO型。
趣味は映画（特に『シン・ゴジラ』）、テニス、愛犬と遊ぶ（膝の上で寝かせてる時が至福のひと時）。特技はバルーンアート、映像編集、PC・スマフォに詳しいこと。
好きな食べ物はみょうが。

## 来歴
NSC東京校17期出身の同期によるコンビ。
うえたけは元々高校の同級生である大寺惇平（現・まんじろう）と共にNSCへ入り、高校の文化祭ではその大寺とコンビ「BMW」を結成しネタを披露していた。芸人になるとは当時考えてもいなかったが、大寺から「NSC1人で行くの怖いからついてきて」と言われて了承していた。入学後にうえたけは5組、大寺は6組とクラスがバラバラになり、うえたけはこのままだと同級生コンビとして活動しづらいと考え、担当教師にBMWとしてクラスを一緒にしてもらおうと思っていたが大寺は既に6組の他の同期と組みたくなっていたため、ただうえたけについてきてもらいたかっただけだった。こうして1人になったうえたけはコンビを幾度か組んでは解散し、しばらくピン芸人としてネタも作ったが鳴かず飛ばずの日々だった。
うえたけのピンとしてのネタの1つ「平成維新」を見ていた、当時同じく5組に所属していてうえたけとはよく喋る友達でピンだった原が「このネタ面白い! だけど、これは2人でやった方がもっと面白いはずだ」と考え、うえたけにコンビ結成を持ちかけるも「いいんだけど、今2〜3人から声かけられてるから決めるんだったら早く決めて」と誘った方がなぜか焦らされるという意味の分からない返答をしていた。やがて仲の良かった2人はコンビ「恥マシーン」として活動を始める。NSCはA・B・Cと3つに分かれているシステムが採用されており、しばらく2人はCクラスで細々とやっていた。
そして卒業ライブ当日、Cクラスから決勝進出を果たすという快挙を成し遂げプロデビュー。約2年半ほど東京での活動を行うもうまくいかずバイトに明け暮れる毎日が続いていたある日、「静岡県沼津市に劇場ができる」「沼津で活動してくれる芸人募集中!」という話を聞き、原は出身地でしかも実家から近い場所に劇場が建てられると分かって、うえたけへ静岡に活動拠点を移したい旨を相談してみたところ快諾されたことで2人とも静岡県沼津市住みます芸人となった。その後二度コンビ名を改め（「ヌマンズ」から「ぬまんづ」）、沼津ラクーンよしもと劇場に出演している。
OBU-1グランプリ2021withメディアス決勝にて、4位の成績を残す。

## 出演
- トコチャンワイド（TOKAIケーブルネットワーク）
- ダウンタウンのガキの使いやあらへんで!（日本テレビ）[6]
- 嵐にしやがれ（日本テレビ）[7]
- NON STYLE石田プレゼンツ おは☆オメ（静岡朝日テレビ）[8]
- Cheeky's a GoGo!〜行く・見る・味わう・楽しいニッポン〜（BSよしもと、2022年3月 - 2023年6月）
- キクテレミルラジ265（BSよしもと、2023年7月 - ）※不定期出演
- 新しいカギ（フジテレビ、2024年2月10日・7月20日）- 学校かくれんぼ[9][10]